# Meganurida mumfordi
Genre
Espèce
Meganurida mumfordi, unique représentant du genre Meganurida, est une espèce de collemboles de la famille des Neanuridae.

## Distribution
Cette espèce est endémique des îles Marquises en Polynésie française.

## Description
L'holotype mesure 3,8 mm

## Étymologie
Cette espèce est nommée en l'honneur d'Edward Philpott Mumford.

## Publication originale
- Carpenter, 1935 : Marquesan Collembola. Bulletin Bishop Museum Honolulu, vol. 114, p. 365-378 (texte intégral).